# Грейсвілл (Міннесота)
Грейсвілл (англ. Graceville) — місто (англ. city) в США, в окрузі Біг-Стоун штату Міннесота. Населення — 529 осіб (2020).

## Географія
Грейсвілл розташований за координатами 45°34′7″ пн. ш. 96°26′10″ зх. д. / 45.56861° пн. ш. 96.43611° зх. д. (45.568687, -96.436115).  За даними Бюро перепису населення США в 2010 році місто мало площу 1,50 км², уся площа — суходіл.

## Демографія
Згідно з переписом 2010 року, у місті мешкало 577 осіб у 263 домогосподарствах у складі 135 родин. Густота населення становила 385 осіб/км².  Було 305 помешкань (204/км²).
Расовий склад населення:
| - 99,8 % — білих - 0,2 % — азіатів |

До двох чи більше рас належало 0,0 %. Частка іспаномовних становила 0,7 % від усіх жителів.
За віковим діапазоном населення розподілялося таким чином: 17,0 % — особи молодші 18 років, 48,0 % — особи у віці 18—64 років, 35,0 % — особи у віці 65 років та старші. Медіана віку мешканця становила 52,2 року. На 100 осіб жіночої статі у місті припадало 84,9 чоловіків;  на 100 жінок у віці від 18 років та старших — 84,2 чоловіків також старших 18 років.
Середній дохід на одне домашнє господарство  становив 65 710 доларів США (медіана — 55 250), а середній дохід на одну сім'ю — 81 907 доларів (медіана — 68 250). Медіана доходів становила 49 107 доларів для чоловіків та 35 938 доларів для жінок. За межею бідності перебувало 8,8 % осіб, у тому числі 12,1 % дітей у віці до 18 років та 10,3 % осіб у віці 65 років та старших.
Цивільне працевлаштоване населення становило 262 особи. Основні галузі зайнятості: освіта, охорона здоров'я та соціальна допомога — 40,1 %, роздрібна торгівля — 13,4 %, будівництво — 13,0 %.